# Gemmatimonadets
Els gemmatimonadets (Gemmatimonadetes) és una família de bacteris inclosa dins el seu propi filum. El primer membre d'aquest grup fou descobert el 2003 al fang d'un sistema de tractament d'aigües residuals. El bacteri fou denominat Gemmatimonas aurantiaca i és gramnegatiu, té forma de bacil, és aeròbic i sembla replicar-se per gemmació.